# Zafadola
Áhmad al-Mustánsir Sayf al-Dawla, más conocido como Zafadola —corrupción de Sayf al-Dawla, «Espada de la Dinastía»— (fallecido el 5 de febrero de 1146 en la batalla de al-Ludjdj) fue un noble andalusí, señor de Rueda de Jalón, miembro de la dinastía de los Banu Hud, hijo de Abdelmálik (último rey taifa de Zaragoza), y vasallo de Alfonso VII de León.
Tras la conquista almorávide de Zaragoza en 1110, Abdelmálik (fallecido en 1130) y el propio Zafadola resistieron a los almorávides en la fortaleza de Rueda con la asistencia puntual de Alfonso I de Aragón.
En 1135 Zafadola, junto con sus hijos, reconoció a Alfonso VII de León el Emperador como rey ofreciéndole vasallaje, y cediéndole su castillo de Rueda. Recibió a cambio posesiones en el reino de Toledo.
En el contexto de la idea imperial leonesa, Alfonso VII tuvo como meta la creación de un Al-Ándalus gobernado por Zafadola tributario de la monarquía castellano-leonesa y opuesto a la presencia almorávide en la península ibérica. Se convirtió en rey de buena parte del sureste peninsular habiendo combatido a los almorávides en ciudades como Jaén, Granada y Murcia. El asesinato de Zafadola a manos de caballeros villanos en la batalla de Chinchilla en 1146 frustró cualquier viso de llevar a buen puerto los planes de Alfonso VII, ya de por sí con serias complicaciones adicionales, según García Fitz.